# コルムラーノ
コルムラーノ（伊: Colmurano）は、イタリア共和国マルケ州マチェラータ県にある、人口約1,200人の基礎自治体（コムーネ）。

## 地理

### 位置・広がり
マチェラータ県のコムーネ。県都マチェラータから南南西へ17kmの距離にある。

#### 隣接コムーネ
隣接するコムーネは以下の通り。
- ローロ・ピチェーノ
- リーペ・サン・ジネージオ
- サン・ジネージオ
- トレンティーノ
- ウルビザーリア

### 気候分類・地震分類
コルムラーノにおけるイタリアの気候分類 (it) および度日は、zona E, 2124 GGである。
また、イタリアの地震リスク階級 (it) では、zona 2 (sismicità media) に分類される。